# Schorl
El schorl és un mineral de la classe dels silicats, que pertany al grup de la turmalina. És dimorf de la luinaïta-(OH). Forma sèrie amb la dravita i també sèrie amb l'elbaïta.

## Etimologia
El terme schorl va emprar-se cap a l'any 1400 en referència un poble suís anomenat actualment Zschorlau (Saxònia, Alemanya). Aquest poble tenia al costat una mina d'estany on, a més a més de cassiterita, s'hi trobava turmalina negra en grans quantitats. La primera descripció detallada del schorl amb el nom schürl i la seva localització en diverses mines d'estany d'Alemanya va ser escrita per Johannes Mathesius l'any 1562 sota el títol Sarepta oder Bergpostill. Cap a l'any 1600 s'empraven diferents noms en alemany com ara schurel, schörle i schurl. Al segle xviii el terme schorl era emprat en les zones on es parlava alemany.

## Característiques
El schorl és un silicat de fórmula química Na(Fe₃2+)Al₆(Si₆O18)(BO₃)₃(OH)₃(OH). Cristal·litza en el sistema trigonal. La seva duresa a l'escala de Mohs és 7. És un mineral piroelèctric i piezoelèctric.
Segons la classificació de Nickel-Strunz, el schorl pertany a «09.CK - Ciclosilicats, amb enllaços senzills de 6 [Si6O18]12-, amb anions complexos aïllats» juntament amb els següents minerals: fluorbuergerita, cromiodravita, dravita, elbaïta, feruvita, foitita, liddicoatita, olenita, povondraïta, fluorschorl, magnesiofoitita, rossmanita, oxivanadidravita, oxidravita, oxirossmanita, cromoaluminopovondraïta, fluordravita, fluoruvita, abenakiïta-(Ce), scawtita, steenstrupina-(Ce) i thorosteenstrupina.

## Formació i jaciments
El schorl es troba en granits, diorites, pegmatites gabroiques, greisens, skarns i vetes de quars. S'ha descrit a tots els continents incloent-hi l'Antàrtida. A Catalunya s'ha descrit en pegmatites al Cap de Creus (Alt Empordà), a la Mina de la Roca del Turó (Ripollès) i a la Mina Solitaria i a la Pedrera Eriasa (Vall d'Aran). També en petits cristalls a la falda del Tibidabo, no lluny de la carretera de les Aigües, i al vessant de Finestrelles de Sant Pere Màrtir, Collserola.